# Parafia Miłosierdzia Bożego w Koninie
Parafia Miłosierdzia Bożego w Koninie – rzymskokatolicka parafia w Koninie, należąca do diecezji włocławskiej i dekanatu konińskiego I. Powołana 5 grudnia 1993. Obsługiwana przez księży diecezjalnych. 
Kościół parafialny pw. Miłosierdzia Bożego mieści się w dzielnicy Przydziałki. Został konsekrowany 23 kwietnia 2022 roku przez bp. Krzysztofa Wętkowskiego.

## Proboszczowie
- ks. Lucjan Wiatrowski (1993–2007)
- ks. Roman Ziemiński (od 2007)